# Canzone
Literalmente "canção" em italiano, um canzone é uma canção ou balada italiana ou provençal. Também é usado para descrever um tipo de letra que se assemelha a um madrigal. Às vezes, uma composição simples e musical é designada como canzone, especialmente se for de um não-italiano; im bom exemplo é a ária "Voi che sapete" de o Le nozze di Figaro de Mozart.